# 贝尔维 (努奥罗省)
贝尔维（義大利語：Belvì），是意大利撒丁大区努奥罗省的一个市镇。总面积18.1平方公里，人口674人，人口密度37.2人/平方公里（2009年）。ISTAT代码为091007。